# Ursula – flickan i finnskogarna
Ursula – flickan i finnskogarna är en svensk dramafilm från 1953 med regi och manus av Ivar Johansson. I rollerna ses bland andra Eva Stiberg, Birger Malmsten och Naima Wifstrand.

## Om filmen
Förlaga var romanen Ursula av Jol Strand. Inspelningen ägde rum mellan den 27 mars och 24 september 1952 i Sandrews ateljéer och Nyckelviken i Stockholm samt i Lekvattnet, Frykensjöarna, Vägsjöfors herrgård, Nyskoga, Kollsberg och Fryksände socken, alla belägna i nuvarande Torsby kommun i Värmland. Fotografer var Hilding Bladh och Curt Jonsson, kompositör Charles Redland och klippare Carl-Olov Skeppstedt. Filmen premiärvisades den 2 mars 1953 på biograf Grand i Stockholm och dagen efter på biografen Stjärnan i Torsby.

## Handling
Bonddottern Ursula slits mellan viljan att studera och kravet att driva faderns jordbruk vidare.

## Rollista
- Eva Stiberg – Ursula, bonddotter
- Birger Malmsten – Hans Halvarsson, Ursulas kusin
- Naima Wifstrand – Mossi, husföreståndarinna på Mäkki
- Olof Bergström – Erik von Holk, jägmästare
- Dagmar Ebbesen – Kersti på Bojgama, torpare
- Artur Rolén – Jöns Virtta, Kerstis man
- Åke Fridell – Kåre Flatten, affärsman
- Sten Lindgren – Karl Persson på Mäkki, Ursulas far
- Arne Källerud – länsman Torsén
- Olof Sandborg – domaren i tingsrätten
- Peter Lindgren – Arne, dräng på Mäkki
- Arne Lindblad – Haikkio, finngubbe
- Carl-Olof Alm – Bengt i bon, handelsbodsföreståndare
- Lissi Alandh – Gerslög, piga på Mäkki
- Arthur Fischer – Karlsson, fjärdingsman
- Harald Emanuelsson – Gösta Stangen i bon
- Wilma Malmlöf – fru Svensson
- Alf Östlund – Svensson, tingsvaktmästare

Ej krediterade
- Nils Hultgren – Bengt Halvarsson i Lokarby, bonde, far till Hans
- Henning Ohlsson – Viktor, kusk på Mäkki
- Siegfried Fischer	– Gotthard på Koivikko, torpare
- Svea Holst – Fina, Gotthards hustru
- Emy Storm	– Marit, mjölkpiga på Mäkki
- Gustaf Färingborg	– Erik Jansson, talare
- Tyra Fischer – Bella på Näs, kvinna på auktion
- Folke Walder – Per i Läppeland, torpare på Mäkki
- Lillemor Biörnstad – Kristina, Pers hustru
- Ivar Hallbäck – Lindstedt, kyrkoherde, Ursulas förmyndare
- Gunlög Hagberg – Jenny, Ursulas vän i Karlstad
- Birger Lensander – Vestlund, telefonmontör
- Sten Hedlund – Karl Perssons läkare
- Carl Ericson – bonde
- Björn Berglund – sockenstämmans ordförande
- Gunnar Hällsing – Sven i Backa, en talare på sockenstämman
- Lillie Lindroth – fru Halvarsson, mor till Hans
- Harry Mannby – Tok-Halvar, byfåne
- Olle Ekbladh – Stor-Per i Ursulas dröm
- Eric Laurent – Karl Jönsson i Ursulas dröm
- Karin Miller – Hulda, en piga
- Tage Johansson – Hans Halvarssons bror
- Curt Broberg – gäst på Jennys fest
- Rune Ottoson – gäst på Jennys fest
- Siv Åkerblom	– dotter på Bojgama
- Klas Henning	– son på Bojgama
- Albin Erlandzon – nämndeman i rätten
- Frithiof Bjärne – nämndeman i rätten
- Carl Andersson – nämndeman i rätten
- John W. Björling – åhörare i rätten
- Jonas Albert Jonsson – åhörare i rätten
- Charlotta Jönsson – Lukas hustru
- Thure Nilsson - Kusk

Bortklippta i den slutliga filmen
- Helga Brofeldt – Tilda, Haikkios hustru
- Bengt Sundmark – smugglare
- Gregor Dahlman – smugglare